# Никонова, Ирина Александровна
Ири́на Алекса́ндровна Ни́конова — советский и российский учёный, банковский деятель, кандидат технических наук (1977), доктор экономических наук (1993), профессор, академик Российской академии естественных наук.

## Биография
Родилась в Москве в 1948 году.
В 1971 году окончила экономический факультет Московского авиационного института им.С. Орджоникидзе с красным дипломом.
В период с 1971 по 1994 занимала различные должности в Центральном институте авиационного двигателестроения им. П.И. Баранова, а также в Международном фонде “Реформа”.
В 1977 году защитила кандидатскую диссертацию (кандидат технических наук).
В 1993 году защитила докторскую диссертацию на тему "Методология технико-экономического обоснования, финансирования и стимулирования создания новой и совершенствования серийной авиационной техники (на примере авиадвигателей)" (доктор экономических наук).
Методические разработки и программные продукты, созданные И. А. Никоновой, и в настоящее время активно используются в авиадвигателестроении, гражданской и военной авиации при прогнозировании экономических параметров новой техники, модернизации (в части увеличения ресурса и надежности) серийной техники, технико-экономического обоснования новых образцов авиатехники.
С 1993 года - профессор Московского авиационного института.
Более 25 лет (с 1994 года) работает в банковском секторе: начальник управления ценных бумаг ОАО "Авиабанк", заместитель председателя правления ОАО "МАПО-банк", ЗАО "Межрегиональный инвестиционный банк", ГК "Внешэкономбанк",  директор департамента корпоративных финансов ОАО "Промстройбанк", заместитель директора департамента стратегического анализа и разработок ГК "Внешэкономбанк".
Области интересов: банковское дело, стратегический менеджмент, проектный анализ и проектное финансирование, рынок ценных бумаг.
В 90-е годы участвовала в становлении отечественного рынка ценных бумаг, в частности ГКО (государственные краткосрочные облигации), формировании нормативной базы Банка России по выпуску эмиссионных ценных бумаг коммерческим банками. Участвовала в работе экспертных комиссий при Правительстве РФ по обоснованию крупных инвестиционных проектов.
В начале 2000-х годов участвовала в подготовке первых предложений по созданию Российского банка развития (в команде Г. Лунтовского).
В 2000 году проходила стажировку в Лондонской школе бизнеса по проблемам финансового рынка и рынка ценных бумаг.
С 2003 года является профессором Департамента корпоративных финансов и корпоративного управления и Международной школы бизнеса  Финансового университета при Правительстве Российской Федерации.
С 2007 года - академик РАЕН.
Член двух диссертационных советов Финансового университета (по специальности 08.00.10 и 08.00.05) и диссертационного совета (по специальности 08.00.05) Московского авиационного института.
Является автором более 150 статей и 6 монографий по актуальным проблемам экономики инвестиций, развития банковского сектора и рынка ценных бумаг.
Общий стаж работы более 40 лет, стаж преподавательской деятельности - более 30 лет.
Принимает активное участие в разработке нормативных и законодательных актов в области развития банковской деятельности и финансового рынка, взаимодействуя с Ассоциацией российских банков, РСПП, Ассоциацией региональных банков «Россия», Комитетами по финансовым рынкам Государственной Думы и Совета Федерации РФ.